# 府中宿 (甲州街道)
府中宿（ふちゅうしゅく）は、甲州街道の約7里半に位置する4つ目の宿場町であり、安永6年（1777年）飯盛旅籠が公許されたものである。国府や総社（大國魂神社）が存在する武蔵国の中心部であり、現在は東京都府中市に位置し、現在でも府中市役所など主要施設はこの宿場の中心部近くにある。

## 概要

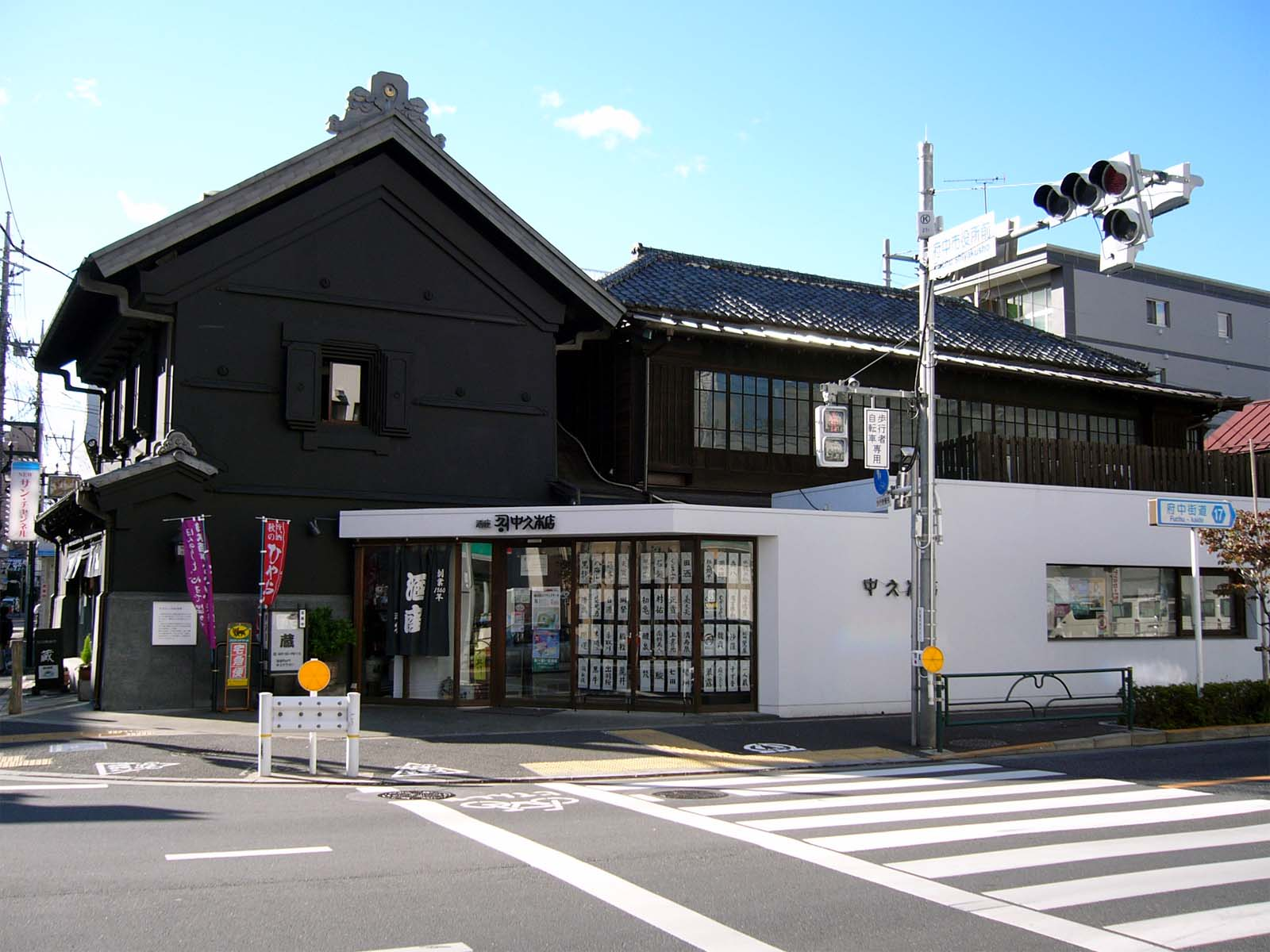
問屋場跡（高札場 対面）

鎌倉街道と甲州街道（現在の旧甲州街道）が交わる交通の要所には高札場があり、その向かいが本陣となっていて、非常に栄えた宿場であった。
これら街道は、豊臣秀吉が川越から、徳川家康は平塚から府中へ鷹狩に訪れる街道であり、後には東西の甲州街道が幹線となったため、特に甲州街道に沿って六所明神を中心に発展した宿場である。
この宿場は府中三町「番場・本町・新宿（しんしゅく）」によって構成されていた。信州屋・近江屋・万屋・田中屋・鳶屋・松本屋・中屋・柏屋、六所宮・京所などが存在していた。
- 本町：大部分が相州道に面しており、かつて府中宿の中心であった。
- 番場：古くは茂右衛門宿。六所宮の西側
- 新宿：甲州街道が確定してからの新しい宿で、古くは采女宿。

高札場（府中宿と八幡宿村が使用した）は珍しく現存しており、この界隈はかつて「札の辻」「鍵の辻」と呼ばれ親しまれている。高札場は交通事故を機に、交差点角から斜め向かいに時計回り45度回転移設、問屋場の蔵は再建されており酒屋として現在も営業し、現在も他に古い商店が残るなどかつての状態も残っているものであり、大國魂神社の例大祭では現代でも身動き出来ないほど賑わう場所である。
建築物の一部は、府中市内の府中市郷土の森博物館へ移設復元されている。
遺跡や出土品が多く、農村で植木鉢が出土している。江戸よりは遅れた時期ではあるが、このような地域で江戸園芸文化が広がっていた例は数が少ない。また、乍浦鎮の薬瓶が出土している。江戸時代の鎖国状態であり、この薬の瓶が発掘された例は、日本全国でも数が少ない。

## 構成
1843年（天保14年）調査
- 石高：3285石7升
- 宿長：東西11町6間
- 人口：2762人（男1386人、女1376人）
- 家数：430軒 伝馬屋敷数　105.5軒
- 問屋：3軒　本町　番場　新宿
- 本陣：1軒　本町　建坪17坪
- 脇本陣：2軒　番場　新宿
- 旅篭屋：29軒　大12軒　中10軒　小7軒　うち飯売旅篭屋8軒

1684年（天和4年）には、新宿にて豊助が茶屋旅篭屋（昼は饂飩蕎麦一膳飯商）が商売を始めていた。その後、饂飩蕎麦屋が多く商いをするようになり、旅人による「府中の名物は蕎麦」との記述がいくつもの文書に見られる。
年代不詳
- 本陣1軒：高安寺。府中本陣の表門は、美好町3-20の民家に移された
- 脇本陣2軒：田中三四郎家がつとめた柏屋
- 旅籠38軒
- 生糸を扱う商家など140軒以上
- 問屋場
- 高札場

## 歴史
- 1590年
  - 府中御殿が造営された。
- 1591年
  - 徳川家康、六所宮（大國魂神社）へ500石寄贈した。
- 1594年
  - 番場宿検地
- 1610年
  - 六所宮に馬場寄進した。
- 1646年
  - 府中大火が起こる。
- 1600年から1654年の間
  - 府中新宿が開宿する[3]。
- 1730年
  - 五味平左衛門が府中を通過し、「府中は蕎麦の名所」であると評する[4]。
- 1750年
  - 府中陣屋廃止建屋一式御払
- 1777年（安永6年）
  - 公許され、大きな飯盛女を抱える旅籠屋・平旅籠があったために栄えて、和歌・俳句・絵など裕福層の社交場でもあった。飯盛旅籠は1782年（天明2年）に、平旅籠から心得違い（1軒2名の規定を大幅に上回る雇用をしていた）として訴えられているが、文化年間（1800年代初頭）の頃にも3-4軒が営業していたという[5]。
- 1835年
  - 府中三町大火が起こる。
- 1843年（天保14年）
  - 宿高は約3000石、人口は約3000人、本陣1軒、脇本陣2軒、旅籠29軒、銃帯人馬は25人25頭であった[6]。商店142軒で飲食店をはじめ多岐にわたっており、近隣の消費経済の中心地であった。
- 1868年
  - 近藤勇が一泊する。
- 1872年
  - 宿駅制が廃止される。

12月の晦日には市が立ったため近隣の宿場などからも人々が集まり、盛んに売買が行われていた。

## 旧跡
東方から西方に向かって。
- 飛田給薬師堂
  - 行人塚
- 常夜灯：1848年（嘉永元年）に完成。
  - 車返団地
- 観音院
  - 六体の地蔵菩薩像がある。
- 染谷不動（上染谷八幡神社）

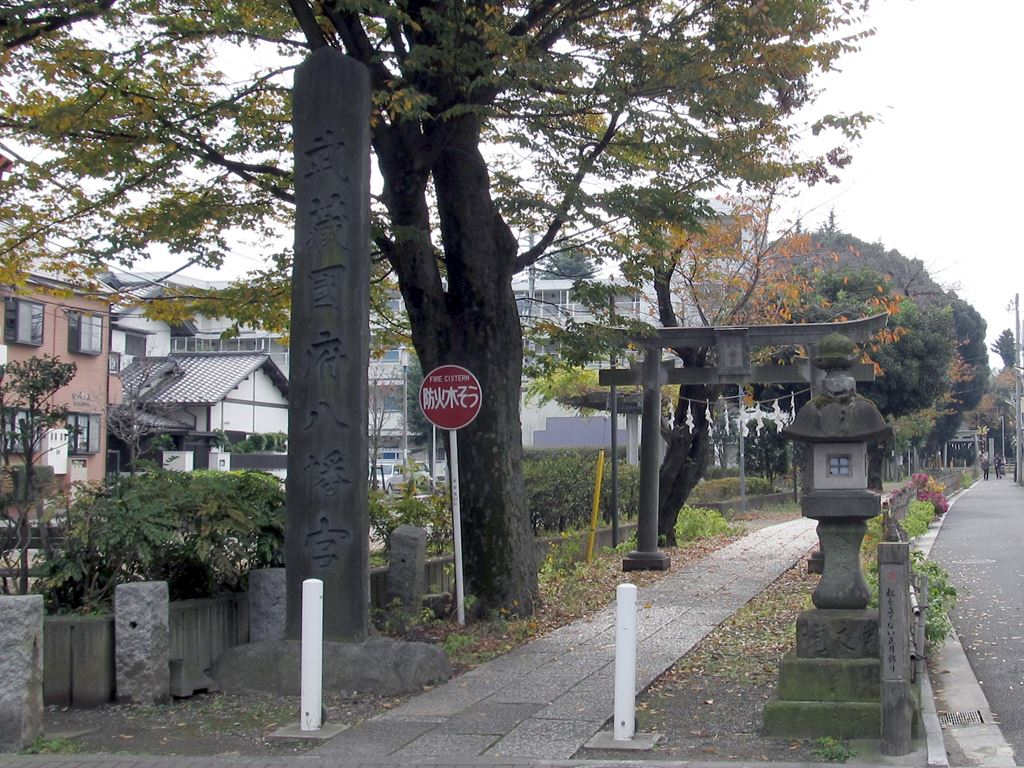
武蔵国府八幡神社入口（旧甲州街道）

  - 重要文化財である銅造阿弥陀如来立像がある（旧国宝）。
- 常久八幡宮品川道常久一里塚。清水が丘3-15-26
- 常久一里塚（日本橋から7里）

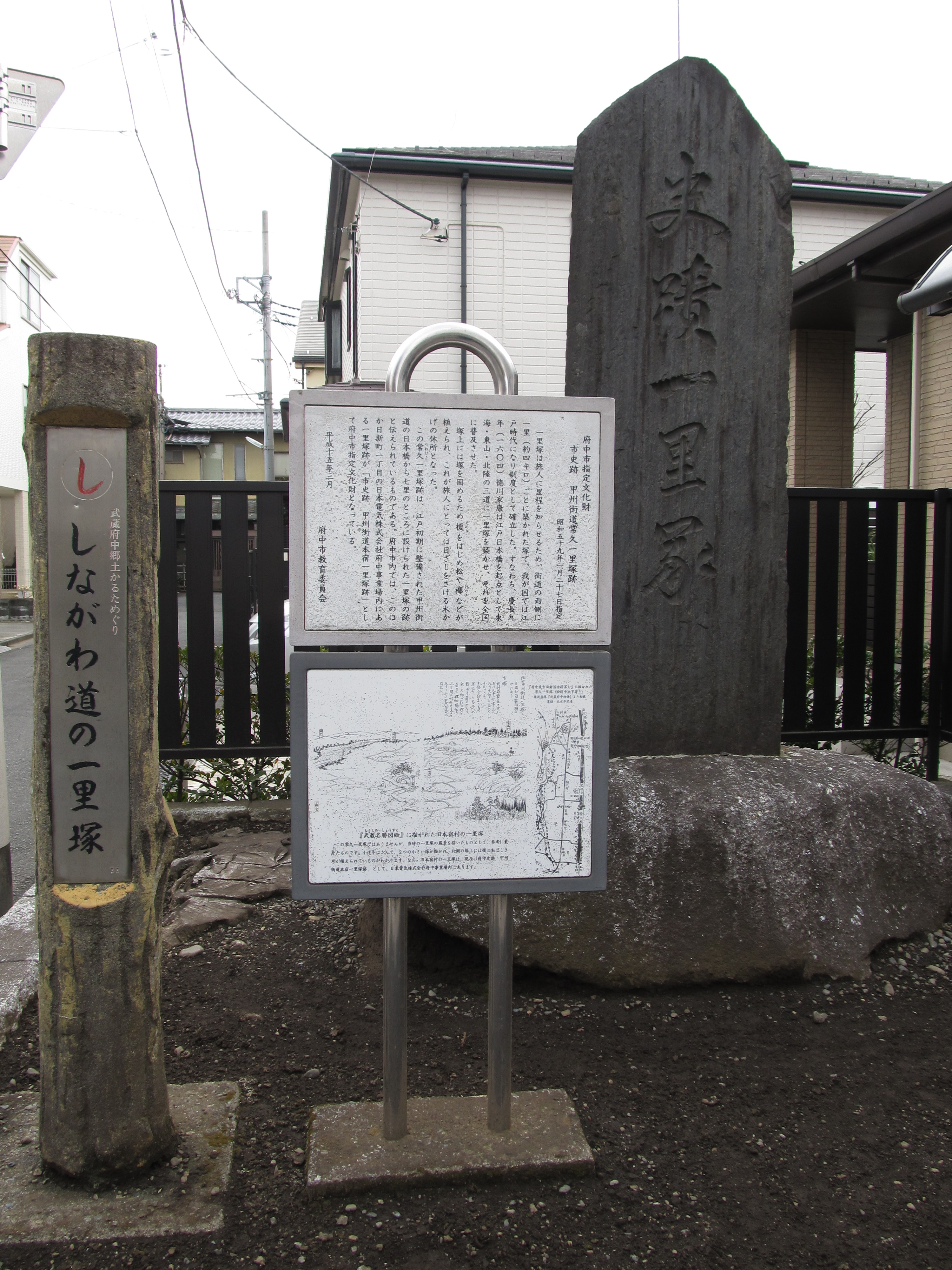
品川道常久一里塚。清水が丘3-15-26

  - 甲州街道常久一里塚跡　市指定史跡　一里塚跡碑

東府中
- 武蔵国府八幡宮
  - 8月15日に国府八幡宮例祭が行われる。（府中市八幡町鎮座　八幡神社）
  - 新宿（しんしゅく）：西の本宿に対する新しい宿場町

- 国庁・国衙
  - 武蔵国衙跡：正殿跡や掘立柱。市の史跡
- 国府
  - 武蔵国府跡 ：国の史跡
- 大國魂神社

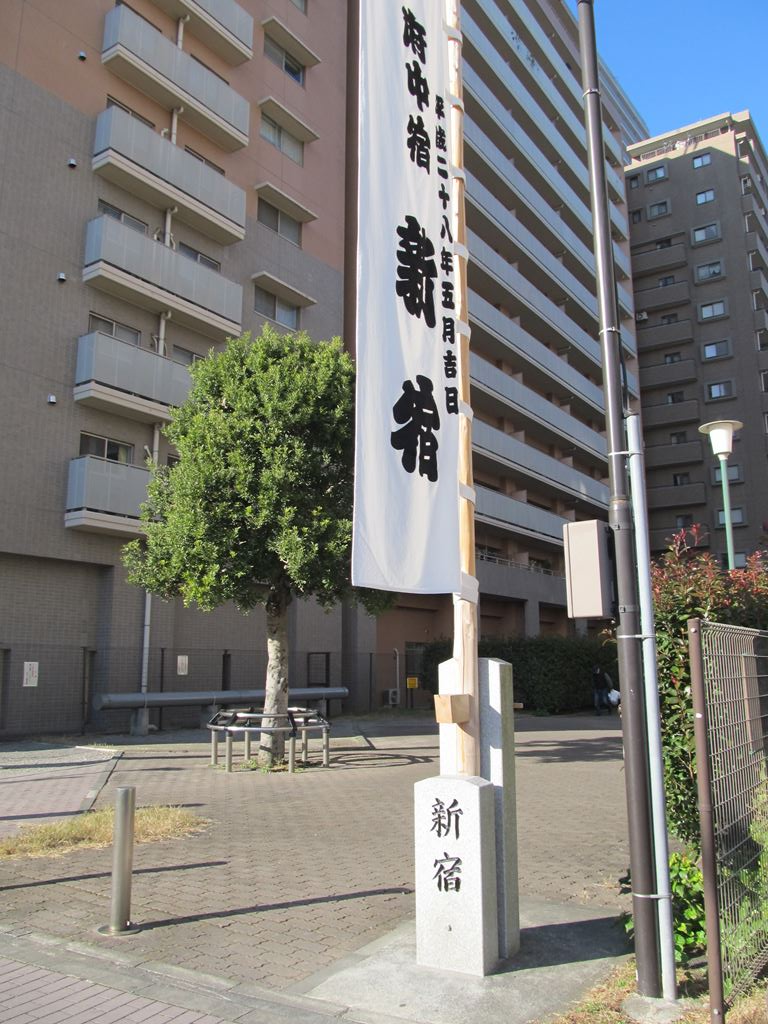
旧甲州街道沿いの新宿（しんしゅく）

  - 111年に建立され、武蔵国の総社で六所宮。東京五社の一つである。
  - 鼓楼
  - 本殿：東京都指定有形文化財
  - 宝物殿：重要文化財の木造狛犬等を収蔵
  - 馬場大門のケヤキ並木：国の天然記念物
  - 八幡太郎義家
  - 万葉歌碑
  - 東歌、作者不詳
  - 源義家像
- 松本屋
  - 新撰組が宴会を楽しんだ宿である。
  - 『比留間七重郎日記』に「十月奉納世話人会居候松本屋甚五左衛門方へ罷越候処」と記述されている。
  - 後にビジネスホテルに転業し、現在は「ＨＯＴＥＬ松本屋１７２５」として宿泊業を継続。
- 府中町役場庁舎
  - 府中市郷土の森博物館に移設された。
- 島田家商家
  - 府中市郷土の森博物館に移設された。
- 矢島家府中郵便取扱所
  - 府中市郷土の森博物館に移設された。
- 脇本陣「柏屋」田中三四郎家の跡
  - 明治天皇府中行在所
- 御旅所
  - 岡本綺堂の『半七捕物帳』高札場・御旅所
- 高札場

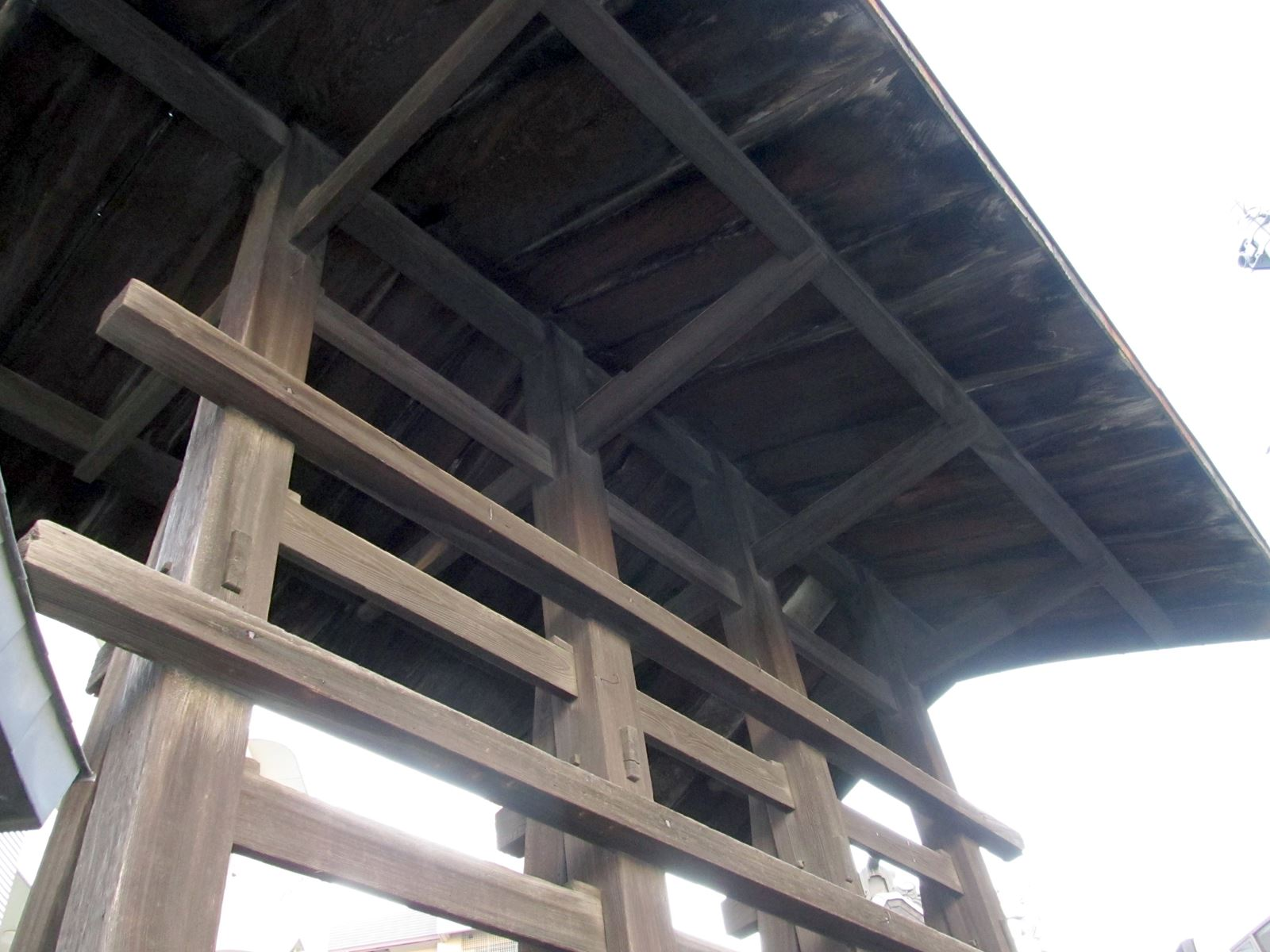
高札場・御旅所

  - 法度・掟書・犯罪人の罪状を掲示板 東京都指定旧跡
  - 札の辻
  - 問屋場
  - 妓楼 - 甲陽鎮撫隊した。現在は病院

- 称名寺
  - 飯盛女（遊女）の墓がある。
- 安養寺

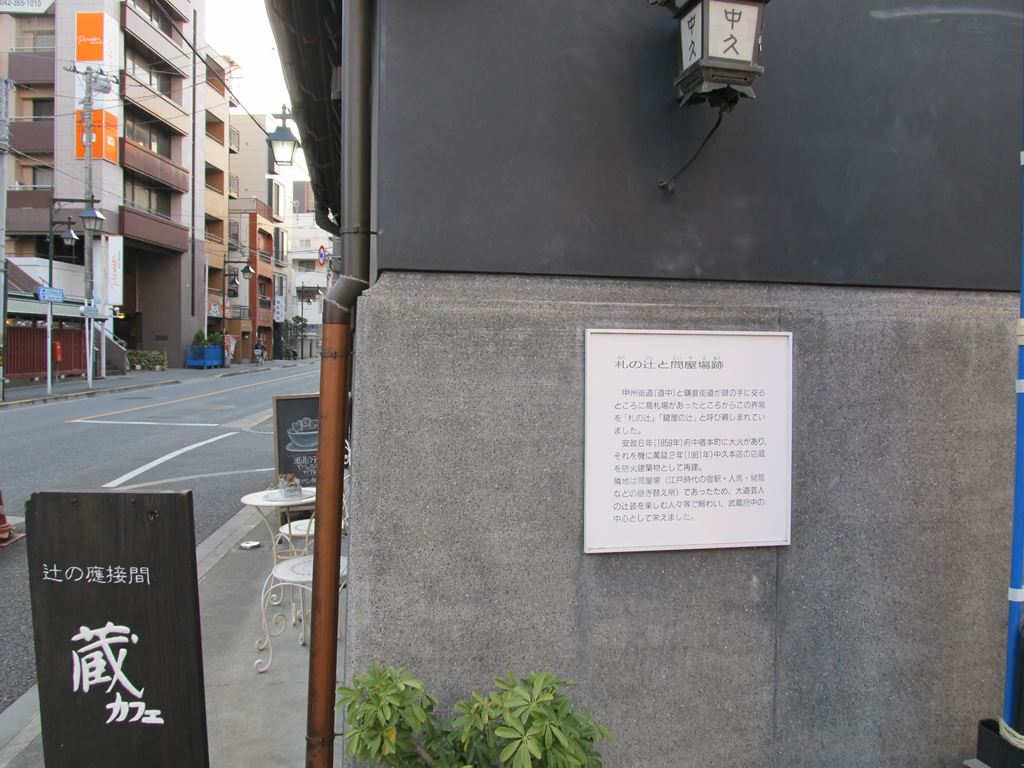
札ノ辻と問屋場跡。御旅所が見える。

  - 大國魂神社の別当寺。徳川家康15石の朱印境内除地。寺子屋があった。
- 善明寺
  - 国の重要文化財の鉄造阿弥陀如来坐像や、 畠山重忠と遊女あさ妻の恋物語で有名な鉄造阿弥陀如来立像がある。
- 長福寺
  - 時宗念仏道場
- 花蔵院
- 馬場宿跡
- 高安寺
  - 足利尊氏が建立。藤原秀郷の館跡がある。
  - 仁王門
  - 阿吽の仁王像
  - 地獄の脱衣婆像
  - 地蔵尊像
  - 観音堂
  - 弁慶硯の井：源義経と武蔵坊弁慶が大般若経の写経に使用した。
- 弁慶橋
  - 弁慶が硯を置いていった
- 弁慶坂
  - 『江戸名勝図会』に「甲州街道に架する所の橋をも弁慶橋と号（なづ）け、東の坂を弁慶坂と呼べり」と記述されている。
  - 石橋供養塔
- 棒屋の坂
- 分倍河原の戦い跡
  - 新田義貞の像
- 屋敷分浅間神社
  - 庚申塔
- 本宿説明碑
- 本宿一里塚跡
  - 府中市指定文化財、府中市史跡
  - 本宿村常夜燈（1792年）
  - 車戸宿

- 西府
- 秋葉常夜灯
  - 谷保常夜燈や秋葉燈とも呼ばれている。
- 熊野神社
  - 武蔵府中熊野神社古墳
- 一里塚
  - NEC府中事業所内谷保天満宮
- 谷保天満宮

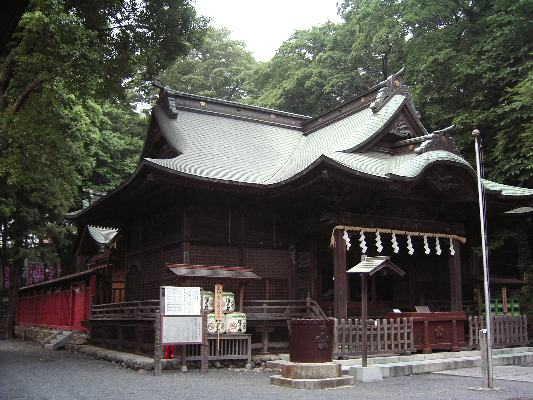
谷保天満宮

  - 菅原道真を祀っている。東日本最古の天満宮で関東三大天神。本殿は三間社流造、国立市指定文化財である。
  - 滝の院
  - 清水の立場
  - 上谷保常夜燈（1794年）：火の神「秋葉神」を祀った。
  - 南養寺
  - 総門
  - 大悲殿
  - 十一面千手観音
  - 鐘楼
  - 本堂
  - 五智如来
  - 青柳
  - 青柳常夜燈（1799年）
  - 馬頭観音石田の渡し
  - 満願寺の渡し（谷保の渡し）：皇国地誌・石田村誌に明治に官渡となった。
  - 満願寺一里塚
  - 立日橋
  - 日野の渡し

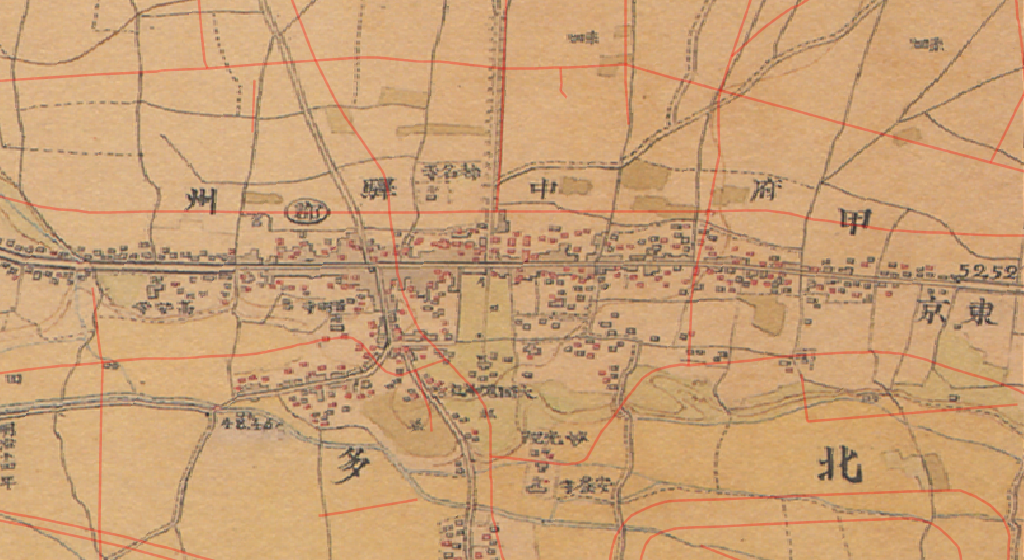
府中宿周辺

### その他
近隣に「宿」と付く地名もあるが、府中宿と同類の宿場町ではない。
- 屋敷分
  - 屋敷分駅は旧甲州街道沿いにあり、屋敷分村の中心部も旧甲州街道沿いであった。国衙官人で、後に六所官の神官鹿島田、佐野、中善寺などの屋敷があった事が地名の由来である。荒宿（新宿を意味する）の小字が存在していた[7]。『新編武蔵風土記稿』に「本宿村の東隣にあり」、武蔵名所図会に「府中番場宿の西に続く」と記されている[7]。
- 本宿
  - かつて本宿村と呼ばれて宿場町となっており[8]、屋敷分村の新宿と相対した位置にあり、新に対する本という地名ともなっている。その後の江戸期になってからは、府中宿が正規の宿場とされている。

## 隣の宿
甲州街道
上石原宿（布田五宿） - 府中宿 - 日野宿

## 道
- 東山道武蔵路 - 国分寺へ至る
- 鎌倉街道上道・武蔵大路 - 鎌倉へ至る